# Vicularia huriana
}}
Vicularia huriana é uma espécie de aranha pertencente à família Theraphosidae (tarântulas).